# Лиманчук
Лиманчук (укр. Лиманчук) — посёлок, входит в Снежнянский городской совет Донецкой области Украины. Находится под контролем самопровозглашённой Донецкой Народной Республики.

## География
Посёлок примыкает своей северо-восточной стороной к границе Донецкой и Луганской областей.

#### Соседние населённые пункты по странам света
З, СЗ: город Снежное
С: Залесное
СВ: Лесное — в Луганской области
В: Никифорово
ЮЗ: Победа, Первомайский, Первомайское
ЮВ: Зрубное, Рассыпное, Латышево
Ю: Горняцкое (примыкает), Бражино

## Население
Население по переписи 2001 года составляло 970 человек.

## Общая информация
Почтовый индекс — 86592. Телефонный код — 6256. Код КОАТУУ — 1414446500.

## Местный совет
86591, Донецкая обл., Снежнянский городской совет, пгт. Горняцкое, ул. Центральная, 1, 5-46-51